# Neosartorya botucatensis
Neosartorya botucatensis är en svampart som beskrevs av Y. Horie, Miyaji & Nishim. 1995. Neosartorya botucatensis ingår i släktet Neosartorya och familjen Trichocomaceae.   Inga underarter finns listade i Catalogue of Life.